# Actinocephalus herzogii
Actinocephalus herzogii är en gräsväxtart som först beskrevs av Harold Norman Moldenke, och fick sitt nu gällande namn av Paulo Takeo Sano. Actinocephalus herzogii ingår i släktet Actinocephalus och familjen Eriocaulaceae.

## Underarter
Arten delas in i följande underarter:
- A. h. herzogii
- A. h. humilis